# Ivo Bojanić (televizijski novinar)
Ivo Bojanić (Vrisnik, Hvar, 17. travnja 1928. – Zagreb, 17. svibnja 2016.) bio je hrvatski novinar i političar, najistaknutiji hrvatski proljećar u medijima.

## Životopis
Sudjelovao je u antifašističkoj borbi. Priključio joj se 1942. godine i ostao je sve do kraja rata. 
1957. godine uređivao je Naše teme. Na toj je dužnosti ostao do 1963. godine. Potom se je zaposlio na TV Zagreb. U međuvremenu je postao saborski zastupnik 1966. godine. Na TVZ je postao glavnim urednikom 1968. godine. 
Za njegova je mandata razbijen savezni unitaristički informativni sustav koji je bio na štetu hrvatskog novinstva. Okovi saveznog novinstva bili su osobito snažni na Radio televiziji Zagreb, jer joj se nametalo da važne info-emisije uređuje i emitira RTV Beograd. U razbijanju veliku su ulogu odigrali Božidar Novak i Josip Šentija.
Za Bojanićeva urednikovanja vraćen je samostalni dnevnik TV Zagreb nakon deset godina. Za tih 10 godina emitirao se je centralizirani dnevnik preko JRT-a. Glavnim urednikom TVZ bio je do 1969. godine. Iste godine završio mu je saborski mandat. Generalni direktor RTV Zagreb bio je do 1971. godine. Bio je najistaknutiji hrvatski proljećar u medijima.
Na hrvatsku televiziju doveo je filmskog i kazališnog kritičara i spisatelja Ivu Štivičića iz Studentskog lista. Štivičić je poslije ishvalio Bojanića jer ga je "uspio disciplinirati" i koordinirati sve njegove "disperzivne energije i strasti i kanalizirati ih u jednu", i da nije bilo njega, ne bi bilo serije Kuda idu divlje svinje. Vrijeme Ive Bojanića na TVZ osobito je bilo značajno za TVZ-ov Program za djecu i mlade.
Nakon sječe Hrvatske u Karađorđevu, kao i brojni drugi hrvatski dužnosnici koji su bili istaknuti proljećari, Bojanić je bio prisiljen dati ostavke na sve dužnosti. 
Sječa je počela 1971. kad se našao na popisu 50 osoba osumnjičenih za kontrarevolucionarstvo, a koje treba uhititi. Popis je sastavio Savez boraca. Među popisanima bili su Božidar Novak, Neda Krmpotić, Ivo Bojanić, Krešimir Džeba, Vlado Gotovac i ostali. Neko su vrijeme odolijevali uhićenjima, zbog međunarodne potpore, no uskoro je i to izostalo.
Bojanić je bio doživotno izbrisan iz članstva HND-a kao i još neki ugledni hrvatski novinari (Krešimir Džeba, Ante Glibota, Neda Krmpotić, Srećko Freundlich, Božidar Novak, Ivo Horvat, Vlado Gotovac) Uklonjen je iz javnoga života. Ponovo radi od 1973. godine. Radio je kao savjetnik za inozemni program RTV Zagreb. 1977. godine otišao je u prisilnu mirovinu. Nikad nije dobio ispriku zbog progona u doba Hrvatskog proljeća.
2006. godine predsjednik RH Stjepan Mesić odlikovao ga je Redom Stjepana Radića za zasluge i stradanje u borbi za nacionalna i socijalna prava i razvitak hrvatskog naroda, a u prigodi obilježavanja 80. obljetnice Hrvatskog radija i 50. obljetnice Hrvatske televizije.

## Nagrade i priznanja
- 1970./1971.: Nagrada "Otokar Keršovani"[9]
- 2006.: Red Stjepana Radića

## Vanjske poveznice
- LZMK / Hrvatska enciklopedija: Bojanić, Ivo